# 恩智駅
恩智駅（おんぢえき）は、大阪府八尾市恩智中町一丁目にある、近畿日本鉄道（近鉄）大阪線の駅である。駅番号はD14。

## 歴史
大阪府による広域道路の整備に伴い、大阪外環状線と交差する大阪線の当駅前後の区間は1970年（昭和45年）に高架化された。

### 年表
- 1925年（大正14年）9月30日：大阪電気軌道八木線（現在の大阪線）が八尾駅（現在の近鉄八尾駅）から当駅まで延伸した際に開業する[2]。
- 1927年（昭和2年）7月1日：八木線が当駅から高田駅（現在の大和高田駅）まで延伸する[2]。
- 1941年（昭和16年）3月15日：参宮急行電鉄との会社合併により、関西急行鉄道の駅となる[2]。
- 1944年（昭和19年）6月1日：会社合併により近畿日本鉄道の駅となる[2]。
- 1970年（昭和45年）
  - 5月15日：上り線を高架化する。
  - 10月29日：下り線を高架化し、同時に大阪上本町方に0.1キロメートル移設する。
- 2007年（平成19年）4月1日：PiTaPa使用を開始する[3]。
- 2012年（平成24年）3月20日：新設された区間準急の停車駅となる。
- 2024年（令和6年）11月10日 - 終日無人化[4]。

## 駅構造
相対式2面2線のホームを持つ高架駅。エレベーターが各乗り場にある。改札口は1ヵ所のみで、地平に設けられている。ホームは2階で、有効長は6両。トイレは改札内にあり、男女別の水洗式。
無人駅で、駅遠隔監視システムが導入されている（管理駅は近鉄八尾駅）。2024年（令和6年）11月10日までは終日有人駅だった。PiTaPa・ICOCA対応の自動改札機および自動精算機（回数券カードおよびICカードのチャージに対応）が設置されている。

### のりば
| のりば | 路線     | 方向 | 行先           |
| ------ | -------- | ---- | -------------- |
| 1      | D 大阪線 | 下り | 榛原方面       |
| 2      | D 大阪線 | 上り | 大阪上本町方面 |

## 利用状況
2024年11月12日における1日乗降人員は5,121人である。
近年における1日乗降人員の推移は下表の通り。
| 年度               | 特定日利用状況 | 特定日利用状況 | 特定日利用状況 | 特定日利用状況 | 1日平均 乗車人員 | 出典        | 出典          | 出典          |
| 年度               | 調査日         | 乗車人員       | 降車人員       | 乗降人員       | 1日平均 乗車人員 | 近鉄        | 大阪府        | 八尾市        |
| ------------------ | -------------- | -------------- | -------------- | -------------- | ---------------- | ----------- | ------------- | ------------- |
| 1990年（平成02年） | 11月06日       | 4,056          | 4,122          | 8,178          |                  |             | [ 大阪府 1 ]  |               |
| 1991年（平成03年） | -              | -              | -              | -              |                  |             | [ 大阪府 2 ]  |               |
| 1992年（平成04年） | 11月10日       | 3,657          | 3,551          | 7,208          |                  |             | [ 大阪府 3 ]  |               |
| 1993年（平成05年） | -              | -              | -              | -              |                  |             | [ 大阪府 4 ]  |               |
| 1994年（平成06年） | -              | -              | -              | -              |                  |             | [ 大阪府 5 ]  |               |
| 1995年（平成07年） | 12月05日       | 3,544          | 3,547          | 7,091          |                  |             | [ 大阪府 6 ]  |               |
| 1996年（平成08年） | -              | -              | -              | -              |                  |             | [ 大阪府 7 ]  |               |
| 1997年（平成09年） | -              | -              | -              | -              |                  |             | [ 大阪府 8 ]  |               |
| 1998年（平成10年） | 11月10日       | 3,182          | 3,445          | 6,627          |                  |             | [ 大阪府 9 ]  |               |
| 1999年（平成11年） | -              | -              | -              | -              |                  |             | [ 大阪府 10 ] |               |
| 2000年（平成12年） | 11月07日       | 3,063          | 3,009          | 6,072          |                  | [ 近鉄 1 ]  | [ 大阪府 11 ] |               |
| 2001年（平成13年） | -              | -              | -              | -              |                  |             | [ 大阪府 12 ] |               |
| 2002年（平成14年） | -              | -              | -              | -              |                  |             | [ 大阪府 13 ] |               |
| 2003年（平成15年） | 11月11日       | 2,742          | 2,669          | 5,411          |                  | [ 近鉄 2 ]  | [ 大阪府 14 ] |               |
| 2004年（平成16年） | -              | -              | -              | -              |                  |             | [ 大阪府 15 ] |               |
| 2005年（平成17年） | 11月08日       | 2,537          | 2,484          | 5,021          |                  | [ 近鉄 3 ]  | [ 大阪府 16 ] |               |
| 2006年（平成18年） | -              | -              | -              | -              |                  |             | [ 大阪府 17 ] |               |
| 2007年（平成19年） | -              | -              | -              | -              | 2,757            |             | [ 大阪府 18 ] | [ 八尾市 1 ]  |
| 2008年（平成20年） | 11月18日       | 2,667          | 2,570          | 5,237          | 2,687            | [ 近鉄 4 ]  | [ 大阪府 19 ] | [ 八尾市 2 ]  |
| 2009年（平成21年） | -              | -              | -              | -              | 2,581            |             | [ 大阪府 20 ] | [ 八尾市 3 ]  |
| 2010年（平成22年） | 11月09日       | 2,419          | 2,256          | 4,675          | 2,578            | [ 近鉄 5 ]  | [ 大阪府 21 ] | [ 八尾市 4 ]  |
| 2011年（平成23年） | -              | -              | -              | -              | 2,561            |             | [ 大阪府 22 ] | [ 八尾市 5 ]  |
| 2012年（平成24年） | 11月13日       | 2,333          | 2,388          | 4,721          | 2,588            | [ 近鉄 6 ]  | [ 大阪府 23 ] | [ 八尾市 6 ]  |
| 2013年（平成25年） | -              | -              | -              | -              | 2,622            |             | [ 大阪府 24 ] | [ 八尾市 7 ]  |
| 2014年（平成26年） | -              | -              | -              | -              | 2,584            |             | [ 大阪府 25 ] | [ 八尾市 8 ]  |
| 2015年（平成27年） | 11月10日       | 2,309          | 2,362          | 4,671          | 2,598            | [ 近鉄 7 ]  | [ 大阪府 26 ] | [ 八尾市 9 ]  |
| 2016年（平成28年） | -              | -              | -              | -              | 2,611            |             | [ 大阪府 27 ] | [ 八尾市 10 ] |
| 2017年（平成29年） | -              | -              | -              | -              | 2,739            |             | [ 大阪府 28 ] | [ 八尾市 11 ] |
| 2018年（平成30年） | 11月13日       | 2,649          | 2,667          | 5,316          | 2,805            | [ 近鉄 8 ]  | [ 大阪府 29 ] | [ 八尾市 12 ] |
| 2019年（令和元年） | -              | -              | -              | -              | 2,982            |             | [ 大阪府 30 ] | [ 八尾市 13 ] |
| 2020年（令和02年） | -              | -              | -              | -              | 2,421            |             | [ 大阪府 31 ] | [ 八尾市 14 ] |
| 2021年（令和03年） | 11月09日       | 2,469          | 2,392          | 4,861          | 2,598            | [ 近鉄 9 ]  | [ 大阪府 32 ] | [ 八尾市 15 ] |
| 2022年（令和04年） | 11月08日       | 2,535          | 2,450          | 4,985          | 2,791            | [ 近鉄 10 ] | [ 大阪府 33 ] | [ 八尾市 16 ] |
| 2023年（令和05年） | 11月07日       | 2,379          | 2,314          | 4,693          |                  | [ 近鉄 11 ] | [ 大阪府 34 ] |               |
| 2024年（令和06年） | 11月12日       |                |                | 5,121          |                  | [ 近鉄 12 ] |               |               |

## 駅周辺
- 恩智神社
- 常世岐姫神社
- 恩智川
- 掩体壕跡
- 清友幼稚園
- 金光八尾中学校・高等学校
- スーパーマーケットKINSHO 恩智店
- 大阪シティ信用金庫 恩智支店
- 八尾恩智郵便局
- 近鉄恩智変電所
- 国道170号（大阪外環状線）
- 大阪府道15号（茨木八尾線）
- 大阪バス 柏村町停留所[6]（八尾志紀線：JR志紀駅行き、近鉄八尾駅行き）
  - かつては駅高架下に近鉄バスの「恩智駅前」停留所が設置され、恩智線や愛あいバスの東ルートが乗り入れていたが、いずれも廃止された。

## 隣の駅
近畿日本鉄道
D 大阪線
■快速急行・■急行・■準急
通過
■区間準急・■普通
高安駅 (D13) - 恩智駅 (D14) - 法善寺駅 (D15)

### 記事本文

### 利用状況
1. ↑  駅別一日乗降人員 難波線 大阪線 - 近畿日本鉄道
2. ↑  大阪府統計年鑑 - 大阪府
3. ↑  八尾市統計書 - 八尾市

#### 近畿日本鉄道
1. ↑  駅別乗降人員 難波線 大阪線 - 近畿日本鉄道（ウェイバックマシン）
2. ↑  駅別乗降人員 難波線 大阪線 - 近畿日本鉄道（ウェイバックマシン）
3. ↑  駅別乗降人員 難波線 大阪線 - 近畿日本鉄道（ウェイバックマシン）
4. ↑  駅別乗降人員 難波線 大阪線 - 近畿日本鉄道（ウェイバックマシン）
5. ↑  駅別乗降人員 難波線 大阪線 - 近畿日本鉄道（ウェイバックマシン）
6. ↑  駅別乗降人員 難波線 大阪線 - 近畿日本鉄道（ウェイバックマシン）
7. ↑  駅別乗降人員 難波線 大阪線 - 近畿日本鉄道（ウェイバックマシン）
8. ↑  駅別乗降人員 難波線 大阪線 - 近畿日本鉄道（ウェイバックマシン）
9. ↑  近鉄線駅別乗降人員データ【調査日：令和3年11月9日(火)】 (PDF)  - 近畿日本鉄道
10. ↑  近鉄線駅別乗降人員データ【調査日：令和4年11月8日(火)】 (PDF)  - 近畿日本鉄道
11. ↑  近鉄線駅別乗降人員データ【調査日：令和5年11月7日(火)】 (PDF)  - 近畿日本鉄道
12. ↑  近鉄線駅別乗降人員データ【調査日：令和6年11月12日(火)】 (PDF)  - 近畿日本鉄道

#### 大阪府統計年鑑
1. ↑  大阪府統計年鑑（平成3年） (PDF)
2. ↑  大阪府統計年鑑（平成4年） (PDF)
3. ↑  大阪府統計年鑑（平成5年） (PDF)
4. ↑  大阪府統計年鑑（平成6年） (PDF)
5. ↑  大阪府統計年鑑（平成7年） (PDF)
6. ↑  大阪府統計年鑑（平成8年） (PDF)
7. ↑  大阪府統計年鑑（平成9年） (PDF)
8. ↑  大阪府統計年鑑（平成10年） (PDF)
9. ↑  大阪府統計年鑑（平成11年） (PDF)
10. ↑  大阪府統計年鑑（平成12年） (PDF)
11. ↑  大阪府統計年鑑（平成13年） (PDF)
12. ↑  大阪府統計年鑑（平成14年） (PDF)
13. ↑  大阪府統計年鑑（平成15年） (PDF)
14. ↑  大阪府統計年鑑（平成16年） (PDF)
15. ↑  大阪府統計年鑑（平成17年） (PDF)
16. ↑  大阪府統計年鑑（平成18年） (PDF)
17. ↑  大阪府統計年鑑（平成19年） (PDF)
18. ↑  大阪府統計年鑑（平成20年） (PDF)
19. ↑  大阪府統計年鑑（平成21年） (PDF)
20. ↑  大阪府統計年鑑（平成22年） (PDF)
21. ↑  大阪府統計年鑑（平成23年） (PDF)
22. ↑  大阪府統計年鑑（平成24年） (PDF)
23. ↑  大阪府統計年鑑（平成25年） (PDF)
24. ↑  大阪府統計年鑑（平成26年） (PDF)
25. ↑  大阪府統計年鑑（平成27年） (PDF)
26. ↑  大阪府統計年鑑（平成28年） (PDF)
27. ↑  大阪府統計年鑑（平成29年） (PDF)
28. ↑  大阪府統計年鑑（平成30年） (PDF)
29. ↑  大阪府統計年鑑（令和元年） (PDF)
30. ↑  大阪府統計年鑑（令和2年） (PDF)
31. ↑  大阪府統計年鑑（令和3年） (PDF)
32. ↑  大阪府統計年鑑（令和4年） (PDF)
33. ↑  大阪府統計年鑑（令和5年） (PDF)
34. ↑  大阪府統計年鑑（令和6年） (PDF)

#### 八尾市統計書
1. ↑  八尾市統計書　2009年版 - 八尾市
2. ↑  八尾市統計書　2010年版 - 八尾市
3. ↑  八尾市の概要　2011 - 八尾市
4. ↑  八尾市統計書　2012年版 - 八尾市
5. ↑  八尾市統計書　2013年版 - 八尾市
6. ↑  八尾市統計書　2014年版 - 八尾市
7. ↑  八尾市統計書　2015年版 - 八尾市
8. ↑  八尾市統計書　2016年版 - 八尾市
9. ↑  八尾市統計書　2017年版 - 八尾市
10. ↑  八尾市統計書　2018年版 - 八尾市
11. ↑  八尾市統計書　2019年版（平成30年度統計） - 八尾市
12. ↑  八尾市統計書　2020年版（令和元年度統計） - 八尾市
13. ↑  八尾市統計書　2021年版（令和2年度統計） - 八尾市
14. ↑  八尾市統計書　2022年版（令和3年度統計） - 八尾市
15. ↑  八尾市統計書　2023年版（令和4年度統計） - 八尾市
16. ↑  八尾市統計書　2024年版（令和5年度統計） - 八尾市